# 미스진은 예쁘다
"미스진은 예쁘다"(Beautiful, Miss Jin)는 한국에서 제작된 장희철 감독의 2011년 드라마 영화이다. 진선미 등이 주연으로 출연하였다.

## 출연

### 주연
- 진선미
- 하현관

### 조연
- 최웅
- 박나경

## 기타
- 프로듀서: 배소현
- 조명: 김현옥
- 조감독: 박주영
- 동시녹음: 이성철
- 분장-의상: 공혜경
- 배급부문: 박상근
- 배급부문: 장연희
- 배급부문: 조윤주
- 배급부문: 장연희